# コムス
コムス（COMS）は、トヨタ車体が製造するバッテリー駆動の超小型電気自動車である。COMSは同車のコンセプト「ちょっとお出かけ街までスイスイ（Chotto Odekake Machimade Suisui）」の頭字語である。

## 概要
コムスには、パーソナルユース向けの「P･COM」、ビジネスユース向けの「B･COM」の2タイプが用意され、「B･COM」には荷室の形状が異なる3種類の「デリバリー」「デッキ」「ベーシック」が設定されている。道路交通法上は自動車に分類され、普通自動車免許が必要である。道路運送車両法上は、第一種原動機付自転車（四輪）の扱いで車庫証明や車検等を必要としない。
2012年からセブン-イレブンが「セブンらくらくお届け便」として宅配用に採用しているほか、ヤクルトの宅配などにも使用されている。（セブン-イレブンは、外部委託が可能な「あんしんお届け便」にサービスを移行し、コムスを使った「セブンらくらくお届け便」は2028年度までに終了することを予定している。）

## 年表
2000年6月1日
トヨタ系部品メーカーであるアラコが1人乗りの小型電気自動車「エブリデーコムス」を発売、バッテリーは家庭用電源から充電可能で、最高速度は時速50キロメートルとなる。車体重量は270キログラムで、車両は原動機付自転車になるが、運転には普通免許が必要となる。2001年8月1日からはバッテリーを大型化し走行距離を向上させた「コムス・ロング」が発売、また荷物に応じて選べるように「ベーシックタイプ」「パイプデッキ」の2タイプが用意された。
2004年10月
アラコの車両生産部門とトヨタ車体が合併、トヨタ車体が存続会社となる。
2012年7月2日
トヨタ車体が1人乗りの超小型電気自動車「コムス」を発売、パーソナルユースを主体とした「P･COM」とビジネスユース向けの「B･COM」の2タイプが用意され、さらに「B･COM」には用途に応じて選べるように後部の荷室または荷台の形状が異なる「デリバリー」「デッキ」「ベーシック」の3タイプが設定された。1回の充電での走行距離は旧型が35から45キロメートルだったのに対し約50キロメートルとなり、最高時速も時速60キロメートル（旧型は50キロメートル）となった。
2014年4月1日
「コムス」を一部改良、ボディカラーを従来の全5色から全7色に増やしたほか、ヘッドランプにハイ・ローの切替え式、フロントにディスクブレーキを採用するなどした。
2018年10月1日
「コムス」を一部改良、従来最大11度だった坂道発進可能角度を最大13度として登坂性能を向上させたほか、シフトがニュートラルに入った状態でアクセルを踏むと警告音が鳴るようにし、またボディカラーに「シルバーメタリック」を追加した。
2022年4月1日
「コムス」を一部改良、最大積載量を拡大し、「P・COM」と「B・COMデリバリー」は30キログラムから45キログラムに、「B・COMデッキ」は30キログラムから90キログラムとなった。
2022年10月6日
超小型BEV「コムス」特別仕様車を発売（コムス発売10周年・生産累計1万台を記念）。

## 改造・カスタム化
主にコムスを保有する個人ユーザ間で、外装に手を入れるドレスアップ、バッテリーを純正仕様の鉛蓄電池からリチウムイオン電池に換装、といった改造やカスタム化が盛んに行われている。一人乗りの簡易的な構造であること、バッテリーの格納場所が運転席の下で容易に交換が可能なことなどが、それらの改造の背景にある。特に、リチウムイオン電池への換装を行うと車重の軽量化とバッテリー容量の増加によって、純正で約50kmの一充電走行距離を2倍の100km、さらに150～200km以上に延伸することも可能となる。電池容量を増加すると充電時間も増えるが、SAE J1772（タイプ1）規格の充電機能を追加することで充電時間の短縮や一般的な充電スタンドでの200V普通充電を可能とする向きもある。

## ギャラリー

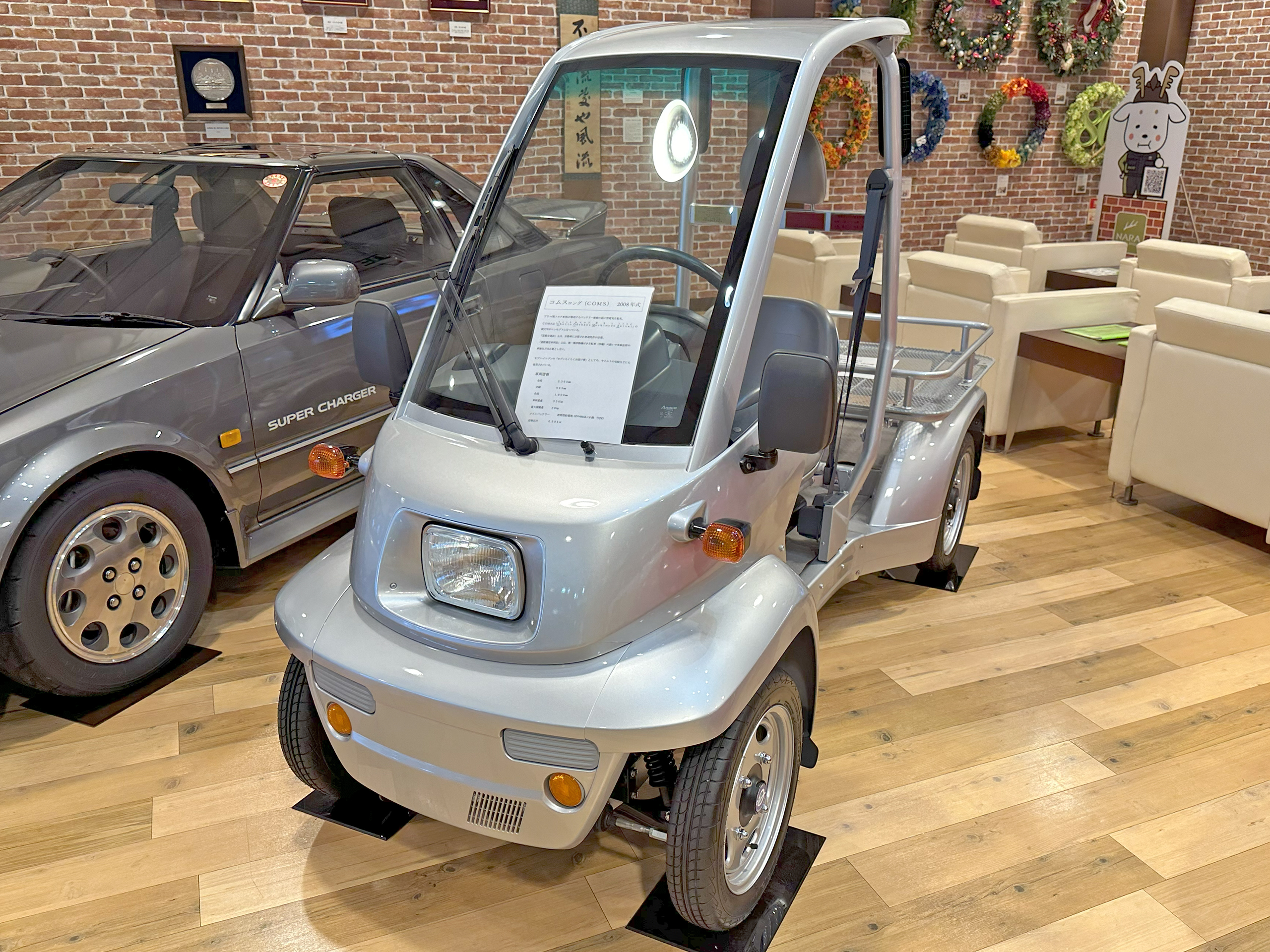
トヨタ車体・2008年型コムスロング
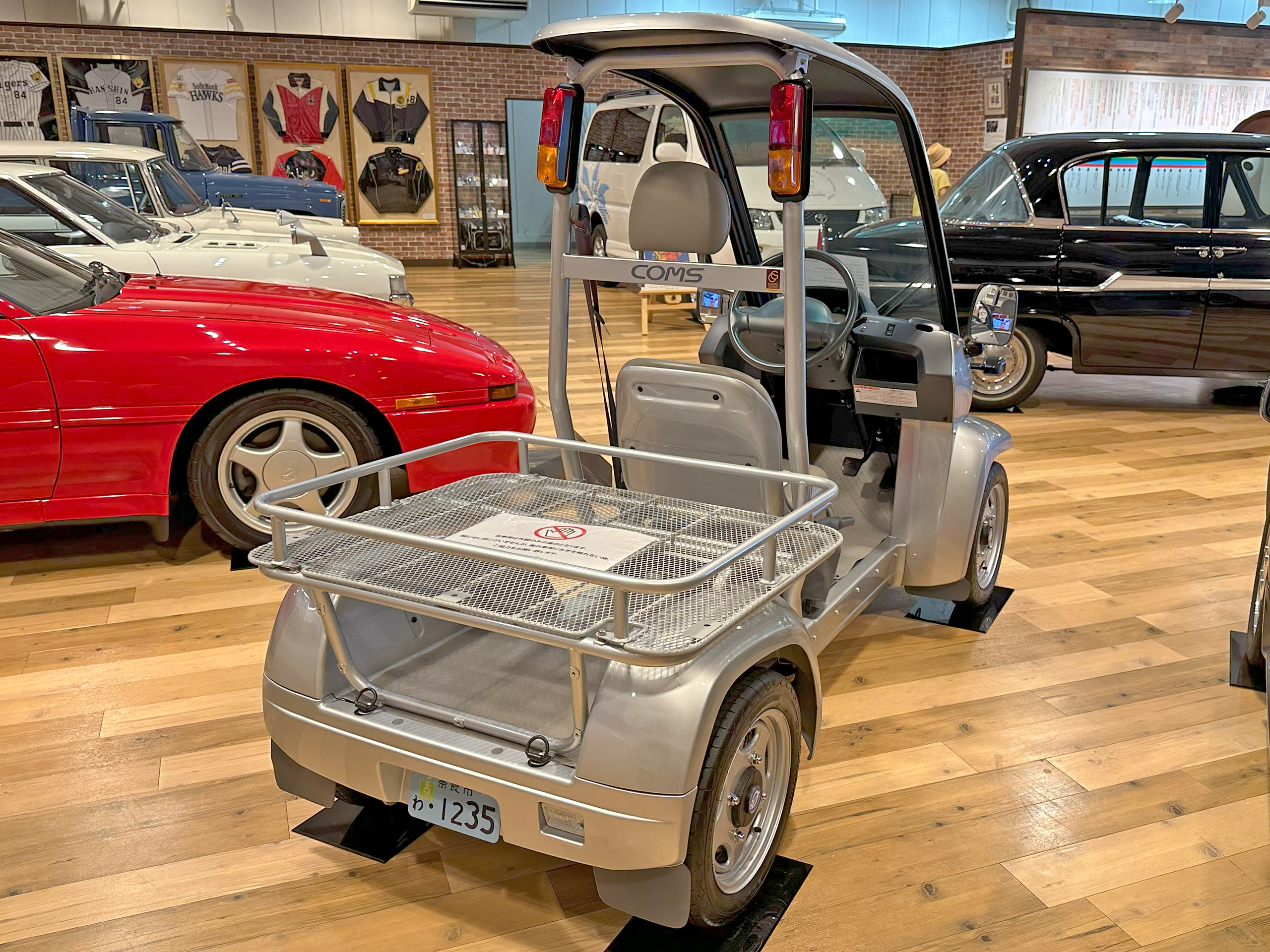
リア
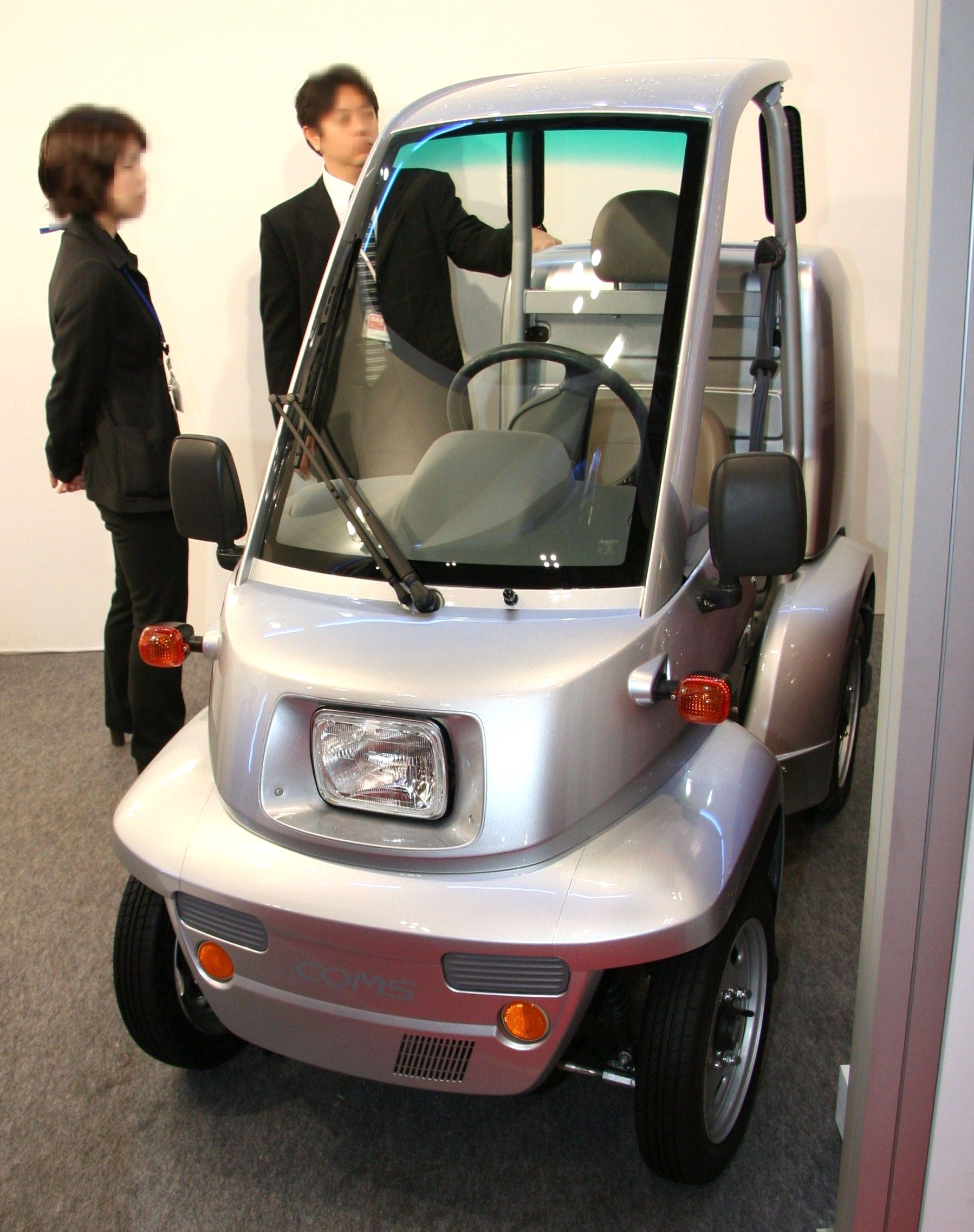
デリバリータイプ

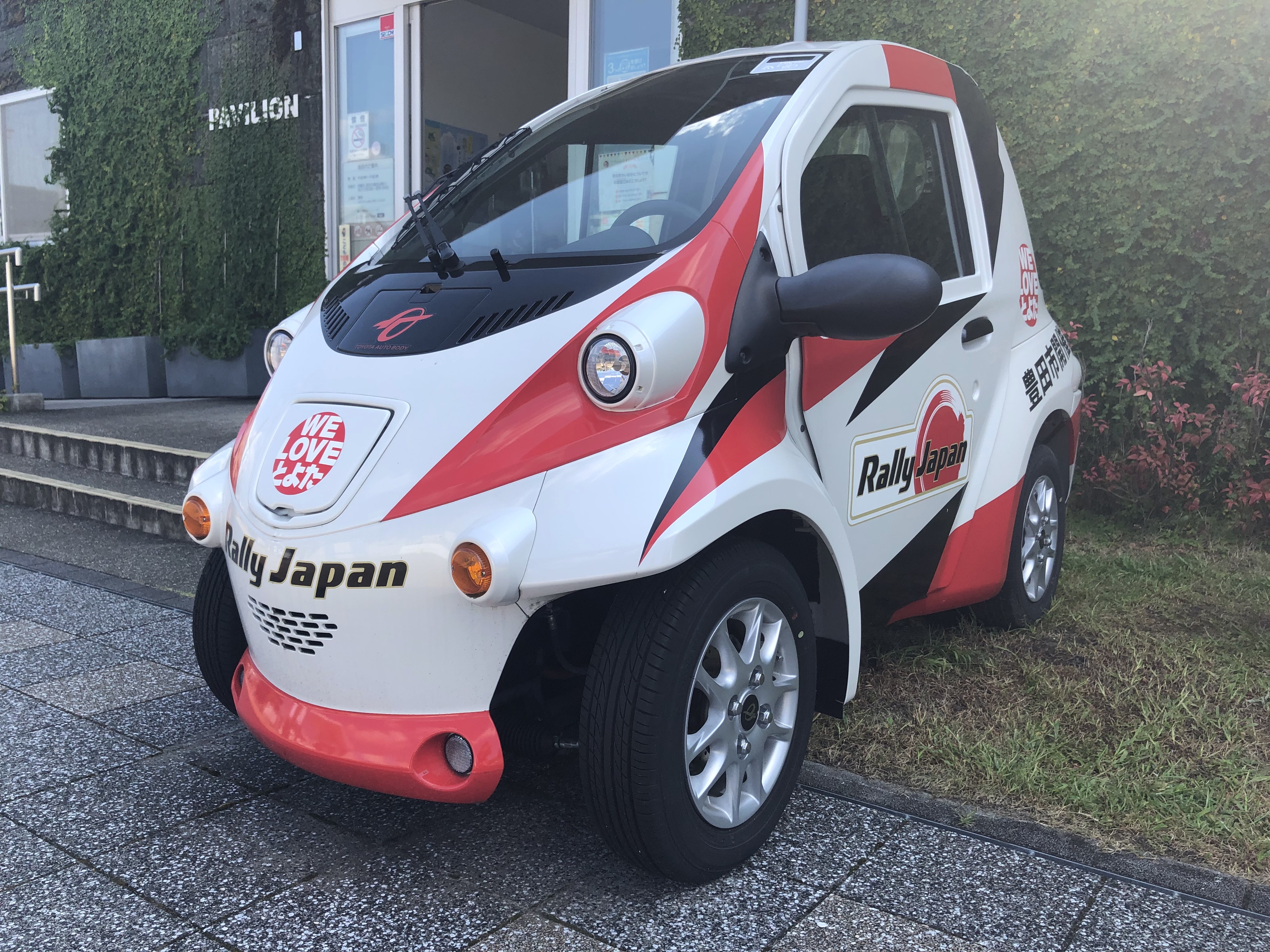
とよたエコフルタウン
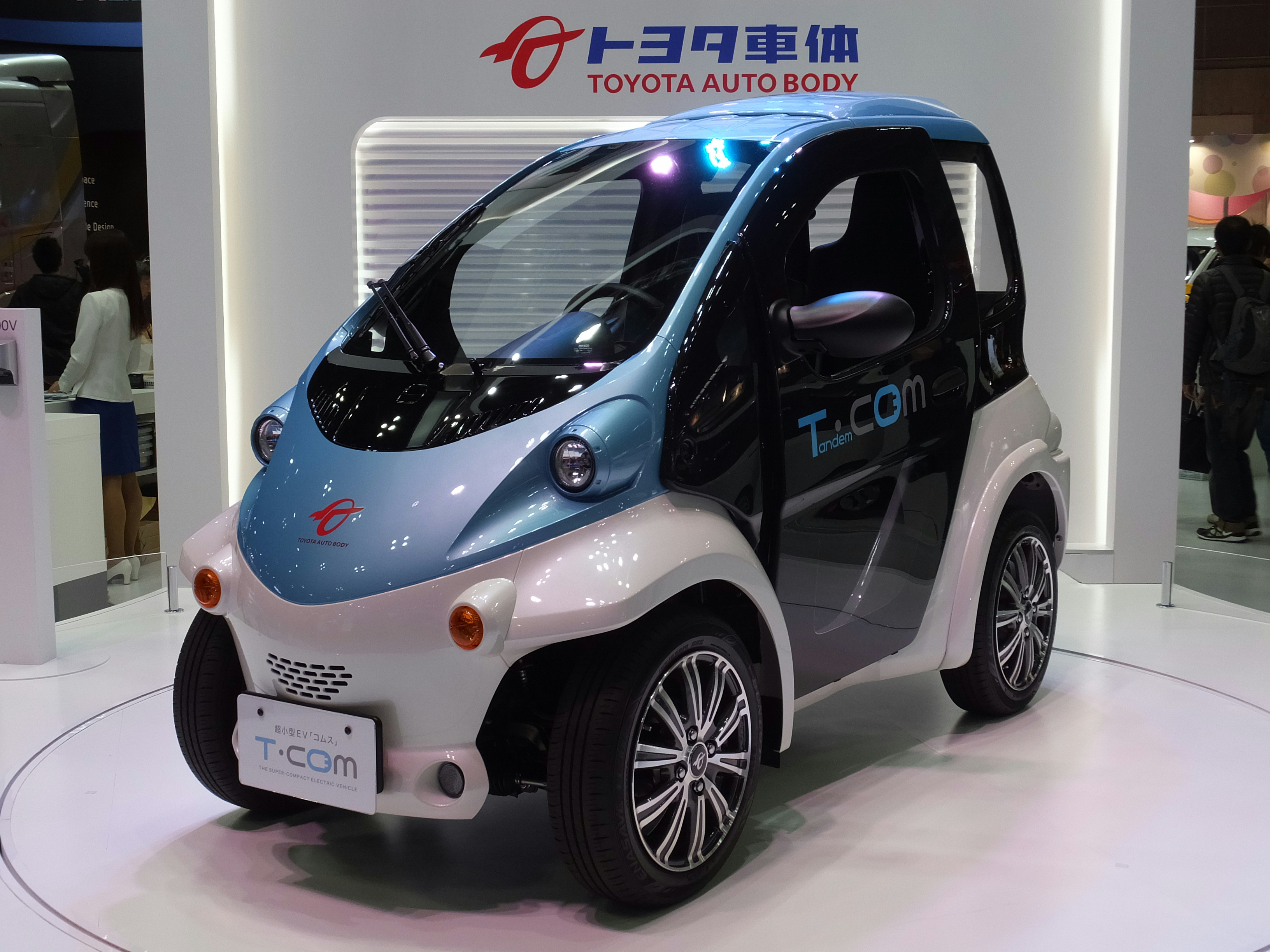
東京モーターショー2013
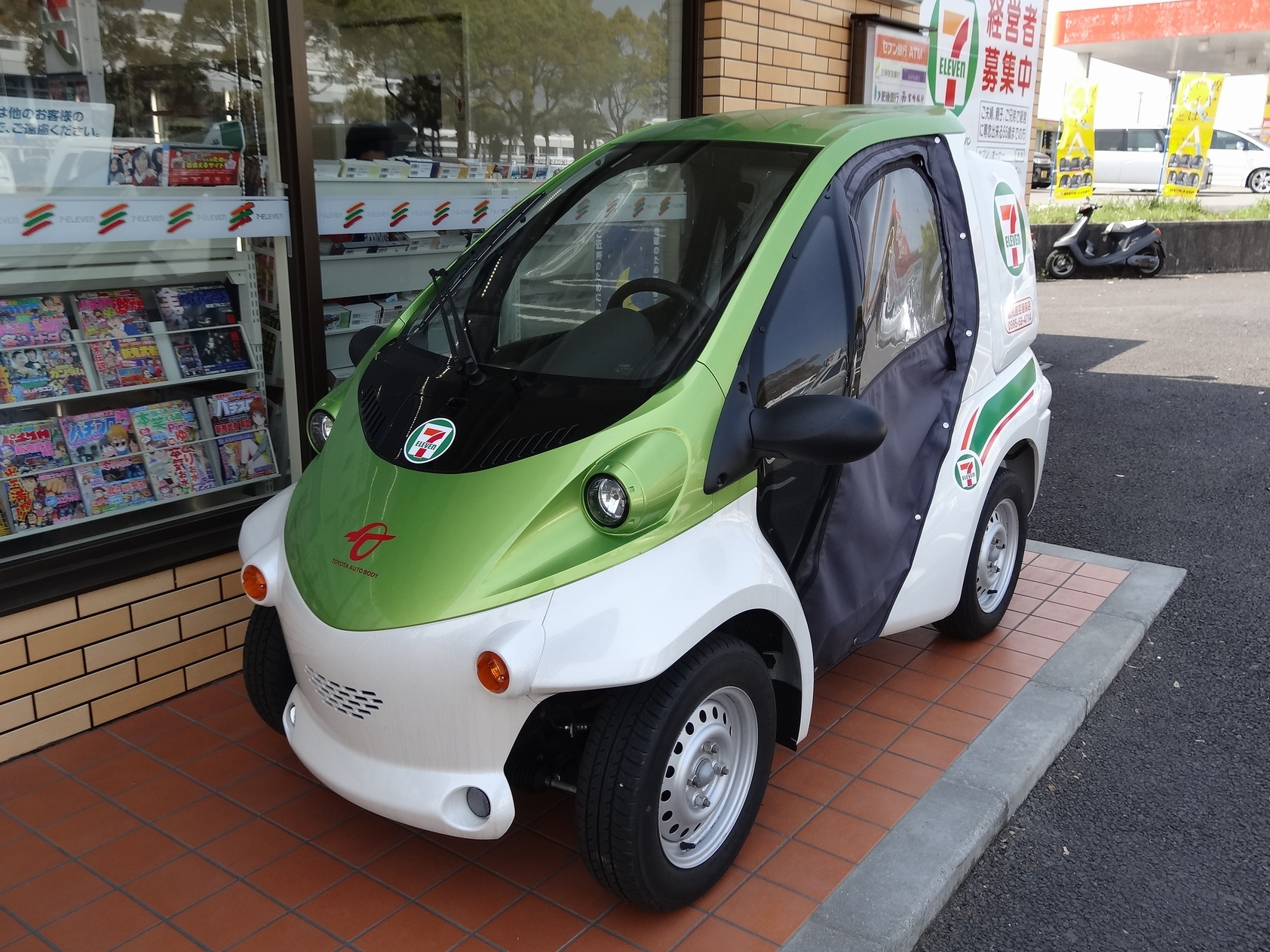
セブンらくらくお届け便仕様
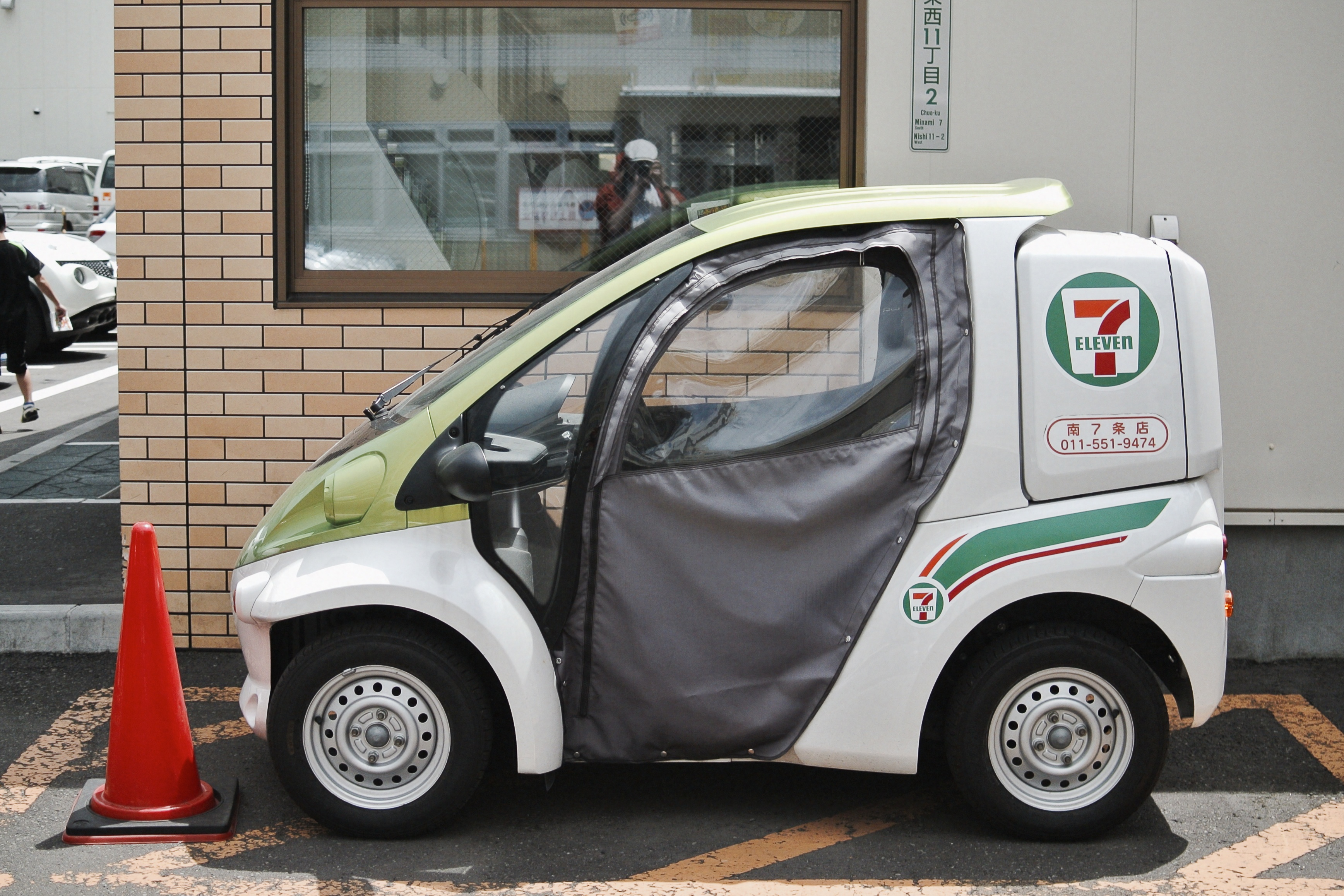
サイド
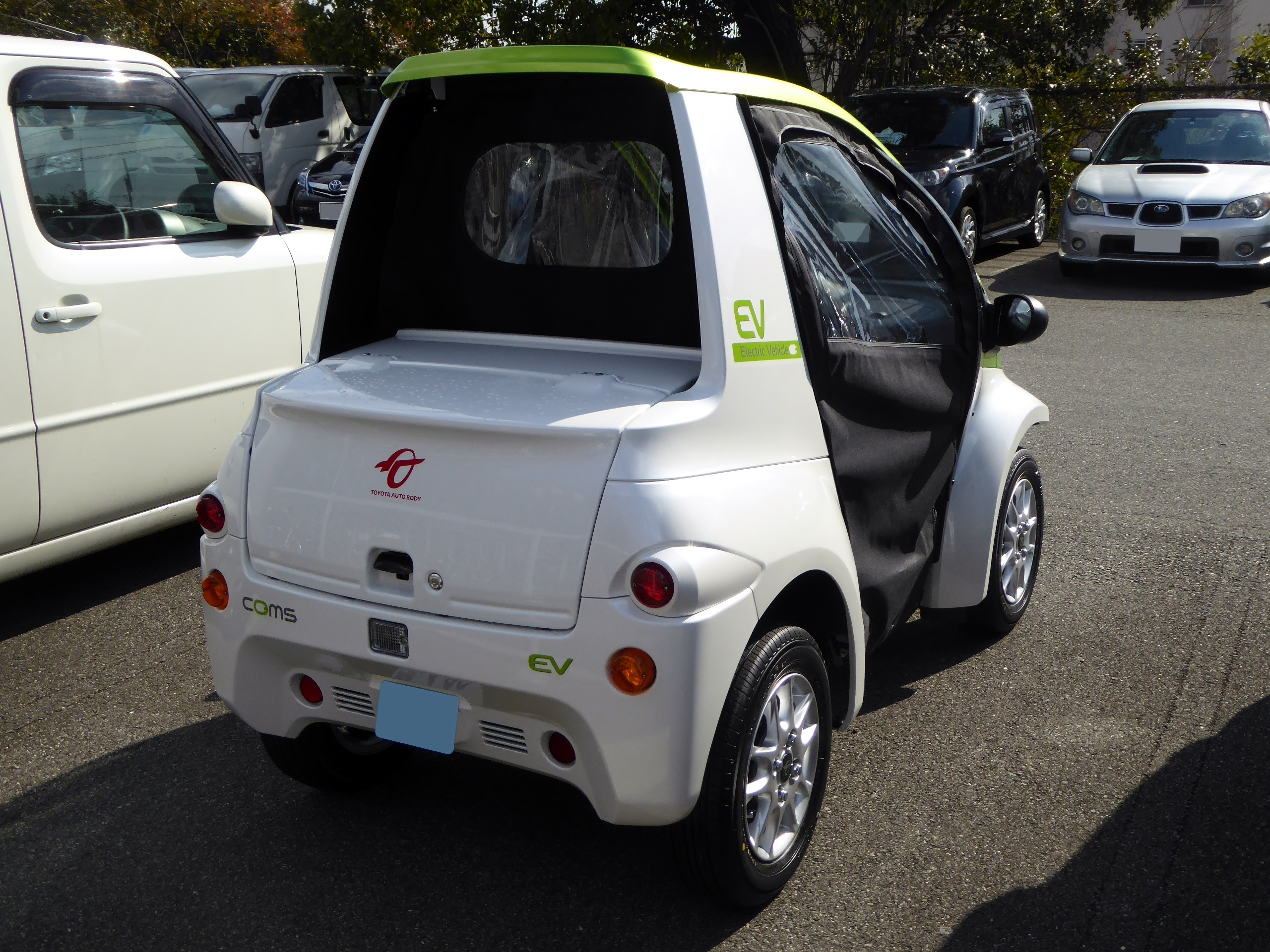
リア